# Panišer
Panišer (engl.  — „Kažnjavač”) je izmišljen lik i antiheroj koji se pojavljuje u američkim stripovima izdavačke kuće Marvel. Lik je stvoren od pisca Gerija Konveja i crtača Džon Romita Seniora sa Sten Lijem koji je dao ime i saglasnost. Panišer se prvi put pojavljuje u Čudesni Spajdermen #129, prvobitno prikazan kao ubica i protivnik superheroja Spajdermena.
Panišer je samozvani borac za pravdu koji koristi ubijanje, kidnapovanje, iznuđivanje, ucenu, iznudu, mučenje i pretnje nasiljem u ličnom ratu protiv kriminala. Vođen smrću svoje žene i dvoje dece od strane mafije u Njujorškom Central Parku, Panišer vodi rat konvencionalnim ratnim oružjem. Ubice njegove familije prvi su usmrćeni. Ratni veteran Američke vojske, Frenk Kesl je majstor borilačkih veština, taktike skrivanja, gerila ratovanja i velikog broja oružja.
Panišerova brutalna narav i volja da ubije učinili su ga romanskim likom u novim Američkim stripovima u 1974. Do kasnih osamdesetih, bio je član talasa psihološko problematičnih antiheroja, koji je u vrhu popularnosti bio istaknut u tri mesečna izdanja, uključujući Panišer: Ratni Dnevnik, Panišer: Ratna Zona, Panišer: Skladište Oružja. Uprkos nasilnoj naravi, Panišer je imao uspeha u televizijskim serijama, gostujući u Spajderman: Animirana serija i Superheroj liga Šou, gde je njegova nasilno ponašanje ublaženo zbog mlađih gledalaca. U istaknutim filmovima tumačio ga je Dolf Lundgren u 1989 godini, kao i Tomas Džejn u 2004. i Rej Stivenson u 2008. Džon Berntal ga predstavlja u drugoj sezoni serije Marvelov Derdevil.

## Istorija izdavanja

### Prvo pojavljivanje
Panišer je zamišljen od strane Gerija Konveja, pisca Čudesnog Spajdermena, koji je pomogao u dizajnu jedinstvenog kostima. Konvej se 2002, seća "Da je sedamdesetih kad je još pisao stripove za DC Komiks i Marvel, imao sam običaj da skiciram svoje verzije kostima novih likova - heroja i zlikovaca od kojih bi ponudio crtačima kao grubu predstavu slike koju sam ima na umu. Uradio sam to sa Panišerom kod Marvel" Konvej je nacrtao lika sa malom mrtvačkom lobanjom na grudima. Marvelov crtački direktor Džon Romita Senior, je uzeo osnovni izgled i proširio lobanju preko celog dela grudi. Crtač Čudesnog Spajdermen Ros Endru je prvi koji je ga nacrtao za izdavanje. 
Sten Li, tadašnji Marvelov direktor, prisetio se 2005 da je predložio naziv lika.
Geri Konvej je radio na nacrtu u kojem je želeo da lik bude heroj na kraju, dajući mu naziv Asasin (eng. Assassin). Spomenuo sam mu da nikad nećemo moći imati heroja koji se zove Asasin, jer ima mnogo loše konotacije sa tom rečju. Sećam se da ne tako davno imao malo relativno nevažnog lika koji je bio jedan od Galaktusovih robota, koji sam nazvao Panišer, i činilo mi se da je to dobro ime za lika koji je Geri želeo da napiše - pa sam mu rekao "Zašto ga ne bi nazvao Panišer?" i pošto sam bio urednik(Li je bio urednik 1972), Geri je odgovorio "U redu."'
Pojavljujući se prvi put u Čudesnom Spajdermenu #129(Februar 1974) je prvo bio protivnik Spajdermena. Prikazan kao krvožedni pravednik koji ne preza od ubijanja gangstera, nešto što su se superheroji tog vremena ustručavali uraditi. Dž. Džona Džejmson ga opisao kao "vredan objavljivanja i nešto što se najbolje desilo Njujorku od pojavljivanja Bosa Tvida". U ovom pojavljivanju, Panišer je rešen da ubije Spajdermena, koji je očigledno kriv za ubistvo Normana Ozborna. Panišer je prikazan kao atletski borac, majstorski strelac, i sposoban strategista. Sve što otkriva o sebi je jeste da je bivši pripadnik Američkih marinaca. Ima oštru narav i pokazuje znake značajne frustracije zbog svoje samozvane uloge ubice. Stalno se upušta u preispitivanje sebe da li je to što radi ispravno: iako ima malo prezanja oko ubijanja, besan je kad njegov tadašnji saborac, Šakal, ubija Spajdermena prevrtljivim merama umesto u časnoj borbi. Spajdermen, kojem nije nepoznato takva muka, zaključuje da Panišerove muke čine da njegove izgledaju kao "rođendanska žurka".
Lik je odmah postao hit sa čitaocima i počeo se pojavljuje u regularnim izdanjima, sarađujući zajedno sa Spajdermenom i drugim herojima kao što su Kapetan Amerika i Najtkroler kroz sedamdesete i početkom osamdesetih. Konvej je rekao da ga Panišerova popularnost iznenadila, je je nameravao da bude drugorazredni lik. Tokom svog proslavljenog rada na Derdevil, pisac i crtač Frenk Miler je iskoristio lika, upoređujući njegove ponašanje i borbe sa tada više slobodnijim likom Derdevila

### Početna izdanja
Početkom osamdesetih, pisac i tadašnji student Stiven Grent je bio na stripovskom susretu u Njujorku tokom Božićnih praznika. Tada je živeo sa cimerom Dafijem Vohlandom, zaposlenim u Marvelom produkcijskom odeljenju. Vohland je ohrabrivao Granta da predloži svoje ideje Marvelu, koji je ugovorio intervju sa tadašnjim glavnim urednikom Marv Vulfmen, sa kojim je Grant postao dobar prijatelj. Grant je sedeo za Vohlandovom pisaćom mašinom ceo dan i dao tri ideje. Jedna je uključivala Crnog Viteza a jedna Panišera, jer su to bili likovi koje voleo i što se Granta ticalo, nijedan Marvelov pisac nije radio. Međutim, Grant ne znajući, da je Panišer, kao što se ispostavilo, glavni lik u crno/belo verziji stripa na kojoj je radio Arči Gudvin, čineći ga nedostupnim Grantu na korišćenje. Nekoliko godina kasnije Grant je počeo raditi sa još jedinim Marvelovim piscem, Rodžerom Sternom, koji je postavši Marvelom urednik zamolio Granta nešto da napiše za njega. Godinu dana kasnije, otprilike 1979 Marvel je počeo značajno da izdaje mini izdanja, koje je Grant prethodno lobirao neko vreme. Grant je tražio Panišer mini izdanja, ali se susreo sa nezadovoljstvom uredništva, jer je to bio lik koji čitaoci ne bi marili. Sledeće godine, Grant je sarađivao na Marvel Tim-Up #94 i crtačem Majk Zekom. Te 1984, Zek je ilustrovao Marvelom prvo izdanje Tajnih Ratova, koje ga uzdiglo u Marvelovom odeljenju, gde su crtači uglavnom radili ekskluzivno za svakog urednika. Novi urednik, Karl Pots, tražio je projekte, pa su mu Grant i Zek predložili Panišer mini izdanje koje on prihvatio, uz veliko negodovanje uredništva, koje mu reklo da će snositi punu odgovornost za to.
Mini izdanje je premijerno izašlo u januaru 1986 godine. Naslovljeno kao prvo izdanje od četiri. međutim od početka je namereno da bude pet brojeva, ali štamparska greška ga je pratila tokom celog izdanja stripa. Zaplet se promenio od Grantove početne ideje, iako je osnova ostala ista. Važan element priče je retroaktivno nastavljanje koje objašnjava Panišerove ekstremne akcije do te tačke koje su bile posledice drogiranja(droge koje su menjale stanje uma)
Neprekidno izdanje, takođe nazvano Panišer premijeru je imalo sledeće godine. Prvo počet od strane pisca Majka Barona i crtača Klaus Jansona, trajao je 104 broja (od jula 1987 do jula 1995) zajedno sa još dva izdanja - Panišer: Ratni Dnevnik (80 brojeva, Od novembra 1988 do Jula 1995) i Panišer: Ratna Zona(41 broj, Od marta 1992 do Jula 1995), kao i crno/beli strip Panišer Magazin (16 brojeva, Od novembra 1989 do Septembra 1990) i Panišer: Oružarnica (10 brojeva, bez datuma izdavanja, sa početkom 1990) fiktivni dnevnik opisujući "Njegove misli! Njegova osećanja! Njegova oružja!"( kao što je naslovljeno na prvom broju). Panišer se pojavljivao u različitim jedno-izdanje i mini-izdanjima, kao i čest gost u drugim Marvel stripovima, počev od superherojskih stripova, pa sve do Vijetnamske Rata-ere stripova De 'Nam(eng.The 'Nam ) engleskog sleng naziva za Vijetnam.
Tokom ove ere, Panišer je pomogao tadašnji partner, Mikročip, Služeći kao neka vrsta Q figure, on bi snabdevao Panišera, visoko tehnološkim vozilima i opremom, kao što su armirani "borbeni kombiji" specijalno napravljeni i opremljeni.
Tokom sledeće decenije, Panišer je prikazan boreći se virtualno protiv svake kriminalne organizacije uključujući italijansku Mafiju, Rusku Mafiju, Japansku Yakuzu, Kolumbijske i Meksičke kartele, Arijevsko Bratsvo, Kinesku Triadu, Jamajčansku Yardie, Irsku Mafije, bajkere, ulične bande, trgovce oružjem, lopove, ubice, silovatelje, psihopate, rasiste, sadiste, pedofile, i korumpirane vladine činovnike.
Zbog Panišerove ubilačke naravi, malo protivnika se opet pojavljivalo, jedan od zapaženijih je unakaženi snagator Dzigso (eng. Jigsaw). Panišer je takođe stekao neprijatelja u formi Kingpina, dugogodišnjeg neprijatelja Spajdermena i Derdevila, sa kojim je stvorio ličnog neprijatelja koji se borio protiv Panišerovih brutalnih metoda. Neprijatelji kao što su Šakal, Bušvaker, Doktor Dum. Riveri i Bulzaj pružali su izazove za lika. U dodatku, heroji kao što su Spajdermen, Kapetan Amerika, Derdevil, Goust Rajder, Hulk, Vulverin, Nik Fjuri i Mun Knajt kao i u dva navrata, preadolescentski tim Pouer Pek. Često su se priče u koje se ovi likovi pojavljuju služe da pruže uvid na različitosti Panišera i ovih mnogobrojnih likova. Tokom Don Dejlijevoga toka na Panišer naslovu, njegova verzija pravde bile je opisana od strane reditelja kao "oko za oko."

### Opadanje
Marvel je 1995 ukinuo sva tri tekuća Panišer stripa zbog loše prodaje. Izdavač je pokušao da izbaci ponovo, sa novom tekućom serijom Panišer, pod novim imenom Marvel Edz izdanjem, sa Džon Ostranderom kao piscem, u kojoj Panišer voljno pristupa i postaje član organizovane mafije, u kojoj se kasnije suočen sa X-Men i Nik Fjurijem. Izdanje je trajalo 18 brojeva, od Novembra 1995 do Aprila 1997. Izdanjem Marvel Viteza mini izdanja Panišer: Čistilište pisac Kristofer Golden je smestio preminulog Panišera kao oživelog natprirodnog agenta raznih anđela i demona. Ovo izdanje lika se takođe pojavljuje zajedno sa Vulverinom.

### Ponovo izvođene
Mini izdanje stripa od 12 brojeva sa piscem Gart Enisom i piscem Stiv Dilon, opet nazvanim Panišer (April 2000 - Mart 2001), pod Marvel Vitez štampom, oživela je likovu popularnost. Tekuća serija (37 brojeva, Od Avgusta 2001 do Februara 2004) prvobitno od Enisa i Diliona, pratilo, uspešno u 2004 sa tekućom Enisovom serijom pod Marvelovom MAX štampom za zrele čitaoce. Vraćajući lika u samotne korene, ova izdanja kombinuju kriminalne priče i crni humor. Izgled Panišera je dalje modifikovan skidajući bele rukavice, spajajući njegov prepoznatljivi logo sa crnim pantalonama, vojnim čizmama i crnom kabanicom. Kesl je koristio ovaj kostim nekoliko puta sredinom 2000 pre pojavljivanja u Panišer: Ratni Dnevnik.

### MAX štampano izdanje
Nastavljajući svoj rad na liku, Gart Enis je iskoristio slobodu MAX izdanja da piše realističnije i tvrdokorne priče koje do tad nisu viđene. Enis navodi "kako bih voleo da vidi manje superheroja"; u želji da prikaže odlučnost, realistični ton i antiherojsko prikazivanje Panišera i Nik Fjurija, koji gostuje u dva broja. Panišer navodi da je Keslova vremenska linija fiksna, dok je Marvel prilagodio ostalim likovima, da njegova istorija nije menjana ili čak pomerana u vremenu. Reklamna slika naslovne strane Panišer #44(Mart 2007), govori da je njegov datum rođenja Februar 16, 1950 ali je to kasnije otklonjeno zbog izdavanja. Poslednji broj (#22) Panišer MAX kazuje da je godina rođena 1947. Posle odlaska Enisa kao pisca. izdanje je preimenovano u Panišer: Frenk Kesl sa brojem #66
Strip predstavlja Panišera koji je aktivan skoro 30 godina, zajedno sa Panišer izdanjem 6, broj #19 (Jun 2005), naglašavajući da je ubio otprilike 2000 ljudi. Gde su običajne Panišerove priče ostale unutar Sjedinjenih Američkih Država uključujući neprijatelje i smeštaj domaćeg kriminala, priče unutar MAX Panišera često se fokusiraju na trenutne događaje u domenu korporativne prevare, seksualnog ropstva i rat protiv terorizma. Mnogi likovi su iz prošlih ili trenutnih agencija i vojnih operativaca iz državnih bezbednosnih službi kao što su CIA, KGB, ŠIŠ, SAS, vojske i milicije sa Balkana i Srednjeg Iskoka, uključujući i IRA, sa namerom duboko ukorenjeni u prošlim vojnim konfliktima kao što su Hladni Rat i Jugoslovenski ratovi. 
Miniserija Rođen od strane Garta Enisa i Darika Robertsona dalje istražuju Frenkove korene, idući daleko čak do njegove treće ture u Vijetnamskom Ratu, gde je bio podvrgnut psihološkom, čak i natprirodnom preobražaju u Panišera kako bih mogao da preživi snažan napad na njegovo utvrđenje zajedničkih snaga Viet Konga i Severno Vijetnamske Armije. Jedan broj stripa Panišer: Tyger, od Enisa i Džona Severina, ide i dalje gde prikazuje da je Frenk Kasl živeo sa ubistvima, smrću i kriminalcima iz njegovog detinjstva.
Panišerova MAX verzija završava se njegovom smrću : ubijen od strane Kingpina, Kasl umire od svojih povreda u broju #21 izdanja PanišerMAX. Sahranjen je u broju #22, a njegova smrt prouzrokuje ustanak naroda koji ubija gradske kriminalce.
Panišer Ratni Dnevnik (Izdanje 2)
U Novembru 2006, izdato je novo izdanje Panišerovog Ratnog Dnevnika, pisan od strane Mata Frakcije i crtača Ariela Olivetija. Prva tri broja stripa smeštena su tokom Marvelovog Civilni Rat događaja. Tiče se da Frank Kesl napada superzlikovce radije nego njegove ne-natprirodne kriminalne neprijatelje. Pojavljuje se takođe u glavnom izdanju Civilnog Rata (brojevi #5-7). Noseći njegov tradicionalni kostim zajedno sa njegovim Marvel Vitez/MAX izgled, sa novim kombinovanim kostimom koji treba da podseća na Kapetana Ameriku, izdanje stripa ga smešta protiv natprirodnim likovima u događajima kao što su Svetski Rat Hulk i Tajna Invazija.

### Panišer i Panišer: Frenk Kasl
Marvel je objavio Panišer: Ratni Dnevnik u 2009 kao Panišer, sa tematikom vezano za događaje kao što su Mračna Vladavina. Odlaskom pisca Garta Enisa, naziv je promenjen u Panišer: Frenk Kesl(prethodno Panišer Max). Novo izdanje nazvano Panišer MAX od strane Džejsona Arona i Stiva Dilona. Kao deo njegovog rada na liku, Rik Remender je napisao jedan broj nazvan Mračna Vladavina: Lista - Panišer, kao deo priče Mračna Vladavina prikazuje Panišera raskomadanog i obezglavljenog od strane Dakena. Prateći ovo, glavna Panišer serija stripa preimenovana je u Frankenkesl (igra reči na Frankenštajn) i predstavlja Kesla koji je oživljen od strane Morbiusa i Legije Čudovišta kao Frankenštajn-nalik čudovište. Pridruživši se Legiji Čudovišta kako bi zaštitili grad Čudovišta od strane Lovaca Čudovišta Specijalne Jedinice. Na zaključku ove serije stripa, lik je preobražen nazad u normalnog čoveka.
Panišer: U krvi 
U 2010 godini, Panišer serija stripa je objavila strip nazvan Panišer: U krvi. To je strip od pet delova namenjen odvija posle FrankenKesl. U ovoj seriji stripa, Panišer se susreće sa Džigsoom opet.

### Panišer (2011)
Nasilan rat bandi rezultirao je smrću skoro 30 ljudi na svadbenom prijemu, uključujuči i mladoženju, ostavljajući mladu Poručnicu Marinaca Rejčel Kol-Alves, udovicom nekoliko sati posle udaje. Frank ima veze sa jednim detektivom na slučaju koji mu daje informaciju da ubije članove Razmene, grupu odgovorne, pre nego što policija ima šansu da ih ispita. Kasnije, Panišer gubi oko dok se borio sa novom verzijom Lešinara. Panišer se sukobljava sa oporavljenom Rejčel Kol-Alves u hotelu gde su se članovi Razmene sastajali. Zajedno ubijaju članove. Kasnije je otkriveno da je to bio plan da se Panišer namami u 727 Varik Nivo 19 apartman A. Zajedno Rejčel i Panišer idu do lokacije kako bi otkrili da li je zamka. Kasnije saznaju da Derdevil ima Omega Drajv. Kasnije Rejčel i Panišer nalaze Derdevila i Spidermena. Rade zajedno kako bi uništili drajv.
Panišer i Rejčel uspevaju da ubiju vođe grupe Razmene, ali u toku, Rejčel slučajno ubija Detektiva Njujorške Policije Voltera Bolta. U bekstvu od policije, Rejčel pokušava samoubistvo od strane policije, ali biva uhvaćena i poslata u zatvor. Kesl uspeva da umakne hvatanju.
Rejčel Kol-Alves je osuđena na smrt za njene zločine. U međuvremenu, Spajdermen se suočava sa Keslom, ali uspeva da pobegne. Spajdermen potom priča sa Osvetnicima, izjavljujući da je Kesl problem i mora biti rešen. Vulverin verujući da su smrtne metode opravdane, odbija da pomogne. Crna Udovica nalazi Kesla u Južnoj Americi, gde se bore do pat pozicije pre nego što Udovica biva ometena od strane plaćenika čuvajući grad pun bolesnih seljaka, napuštajući borbu kako bi im pomogla. Tor juri Kesla sledeći, iako želi da nagovori Kesla da se preda policiji.
Frenk uspeva da se ušunja u Ameriku u pokušaju da oslobodi Kol-Alves iz zatvora. Osvetnici spremaju zamku, misleći da će Frenk napasti prevoznu kolonu. Frenk uviđa obmanu, i uspeva da spasi pravu Kol-Alves prerušavajući se kao Ajronmen. Vulverin je kasnije otkriven kao izvor ove informacije, ali Logan pomaže Kol-Alves da pobegne dok Kesl ostaje da se bori protiv Osvetnika kako imali vremena da pobegnu. Kesl završava u specijalnom podvodnom zatvoru, gde se Kol-Alves pojavljuje u Los Anđelesu, pucajući u lopova noseći prepoznatljivi znak lobanje na grudima.

### Tanderboltsi
Kao deo Marvel NOW! događaja, Panišer postaje član Tanderboltsa vođen od strane Crvenog Hulka. Njihova prva misija je da svrgnu zlog diktatora na ostrvu.

### Originalan greh
Tokom priče Originalan greh, Panišer postaje umešan u istraži ubistva Uatu kada biva regrutovan od strane nepoznatog agenta - kasnije otkriveno da je to Nik Fjuri - da nađe različita pokojno tajna stvorenja zajedno sa Doktorom Strejndz, njihovim zajedničkim snagama uspevaju da otkriju različita stvorenja koje je Fjuri ubio u svojoj karijeri kao "Čovek na Zidu".

### Tajni Ratovi
Tokom priče Tajni Ratovi, Panišer upada na Kingpinovu žurku svetova Zemlje-616 i Zemlje-1610. On informiše prisutne da ih ne može povesti ali da mora da uradi nešto sa svim tim mecima.
Posle masakra superzlikovaca, Panišeru prilazi grupa Zavijajući Komandosi, koji zahtevaju njegovu pomoć u kompletiranju jedne poslednje misije pre nego što svet nestane. Panišer pristaje da pomogne i biva odvezen u Tikrit, gde "kažnjava" Crnu Zoru, terorističku grupu koja snima sebe kako ubijaju američke taoce, uključujući nekadašnje Panišerove pomoćnike. Panišer uništava Crnu Zoru, i umire od rane od metka do Zemlja biva uništena upadima.

### Sasvim Novi Panišer i Civilni Rat 2: Kingpin
Pošto je Zemlja-616 vraćena, Frenk Kesl oživljuje iz mrtvih, vraćajući se nazad u Njujork, da završi preostale kriminalce u gradu. Tokom putovanja tražen je od strane DEA, za skorašnju raciju i povratka njegovog komandujućeg Rej Snuver.
U Kingpin Civilni Rat 2 priči, Kesl odlazi da ubije Fiska i uništi njegovu kriminalnu imperiju. Tokom borbe, Frenk ranjava Fiskove noge za vojničkim nožem, gde on pada kroz prozor.

## Karakterizacija
Lik je opisan kao da je opsednut osvetom. Gart Enis je primetio da lik Panišera "vidi svet u veoma crno-belim uslovima, rešava probleme sa do konačnog rešenja" i da "njegov odgovor problemu, kad si u nedoumici, udri jako". Pisac Stiven Grent primetio je da:
Hajdeger, koji je preuzeo Kirkegardovu filozofiju dalje, došao bliže opisivanju Panišera: 'Pošto nikad nećemo moći razumeti zašto smo ovde, ako i postoji nešto da se razume, pojedinac bi trebao izabrati cilj i vršiti ga bez oklevanja, uprkos izvesnosti smrti i beznačajnog čina.' To je 	sigurno Panišer kojeg sam zamislio: čovek koji zna kad će umreti i koji zna da u velikoj slici stvari njegove akcije neće značiti ništa, ali koji teži ovom putu zato što je izabran to da radi.
Panišerov ko-autor Geri Konvej izjavio je "On je odličan Roršahov test. On što mu daje održivost jeste je, da mu možete staviti šta god želite. suprotno Spajdermenu, koji istinski jeste i koji ne bi 	trebao biti menjan. Panišer je tanak lik prema njegovim zaslugama, ali to mu dozvoljava dosta interpretacije i drugačijih uglova pristupa."

## Veština,oružja, i sposobnosti
Panišer je primalac višestruko vojničkih treninga od strane Američkih Marinaca i Američkih Izviđača. Dok je bio marinac, primio je trening Vazdušne Škole i Mornaričkih Foka kao i zajednički trening sa Australiskim Specijalnim Vazdušnim Snagama tokom Vijetnamskog Rata. U dodatku, od kad je počeo sa radom kao Panišer, Kesl je iskoristio svoje vojne veštine i trening da unapredi i proširi u poljima koji bih mogli da mu pomognu u misijama (maskiranje, gluma, korišćenje ne-vojnih oruzija, itd.) Od ovog treninga, Panišer je vešt ne samo u osnovnim pešadiskim veštinama, nego i u specijalnim operacijama, koje uključuju održavanje oružja i eksploziva. On je vešto obučen u inflitriranje u teško čuvanim utvrđenjima i strukturama sa ciljem ubijanja, hvatanja, i krađe vojnih dokumenata. Takođe je treniran u različitim oblicima kamuflaže i skrivanja. Odličan je u borbi prsa u prsa, trenirajući razne oblike borilačkih veština kao što su Nes Rju Dzidzustu, Nindzitsu, Sorin-ru Karate, Hva Rang Do i Č	in Na. Zajedno Nik Fjuri I Toni Štark su Izjavili kako je izuzetno visok njegov nivo tolerancije bola. Ne koristi lekove, jer smatra da njihova korisnost u smanjenju bola nije vredna nuspojava kao što su mamurluk i usporenih refleksa.
Održava veliki broj skrovišta i vozila u okolini NjuJorka i ima veliki broj lažnih identiteta kao i bankovnih računa (veliki broj fondova i opreme koja mu pomaže u radu oduzetih od kriminalaca koje lovi). Panišer nosi Kevlar uniformu koja ga štiti od većini oružja, ali i dalje može da dobije povredu od dovoljno ponovljenih udaraca. Svetleća bela lobanja na grudima služi da uplaši neprijatelje i da namami njihovu paljbu ka zaštićenijem delu njegovom pancira. Dizajn je navodno uzet od Vijetnamskog snajpera, ili ti demona Oliviera. Panišer je viđen da koristi tehnologiju od mnogobrojnih superzlikovaca i drugih kostimiranih likova, kao što su bombe-bundeve od Zelenog Goblina, modifikovani glajder, i pipke Doktora Oktopusa koje može da smanji uz pomoć Pim Čestica radije lakšeg nošenja.
Pored njegove fizičke čvrstine, Panišer ima kompletnu kontrolu nad umom i podsvesti, pružajući mu jak otpor protiv psihičkih i telepatskih moći koje bivaju korištene protiv njega. Kada Leta i Lasvicius pokušaju da kontrolišu Panišerovom um, on se ruga njihovom pokušaju govoreći "Ne izgleda ništa drugačije od bilo kog drugog dana."

## Odziv
Panišer je imenovan 19 Najboljim Strip Junakom Svih Vremena od strane filmskog časopisa Empajer; govoreći da je on "najmrgodniji i nesavladiv od svih likova" hvaleći njegov Panišer MAX seriju stripa. IGN ga je rangirao na broju 27 u Listi 100 Najboljih Strip Heroja, opisujući ga kao da "nije superheroj".
Frenk Kesl je potrošio godine sprovodeći osvetu za smrt njegove porodice kažnjavajući kriminalce svuda. Njegov lobanja znak uteruje strah kroz podzemlje. Ali Panišerov apel je u njegovoj sposobnosti da uradi ono što ostatak Marvel heroja ne žele. On je tragična figura - čak i 	duboko sebičan u nekim slučajevima. Tužna istina je u tome da Frenk Kesl ne može da preživi ako ne ubija, a njegov novi posao ga ispunjava u načinima u kojim njegova familija nikad ne bih mogla.
Rangiran je 39 na Wizardovoj Listi 200 Strip Junaka. IGN je kasnije naveo Panišer seriju stripa 15 u Lista 25 Strip Serija Decenije, hvaleći Gart Enisov desetogodišnji rad na liku. Pisac i reditelj Džoš Vedon je bio kritičan prema liku, nazivajući ga "kukavicom" u jednom broju magazina WIzard, takođe izjavuljujući u intervju sa Džefom Džensenom u Entertainment Weekly.
Jedna od stvari kojih volim kod X-Mena jeste to da ne ubijaju ljude. Nedostaje mi ideja heroja 	koja zaustavlja takvu stvar da se dogodi. Zato ja ne vodim Marvel. Da se ja pitam, ubio bih Panišera. Ne verujem u ono što radi. Ako mi kažete da nikad nije pogodio nevinu osobu, onda vam kažem da je to fašističko sranje.

## Sporedni likovi
Uprkos želji da radi sam, Panišer ima nekoliko sporednih likova koji mu pomažu da se bori protiv kriminala. Mikročip pomaže Keslu nabavljajući mu oružje, tehnologiju čak i prijateljstvo. Tokom "Civilnog Rata", pomagao mu je Stuart Klerk određeno vreme. Razni policijski službenici i detektivi su pomagali Panišeru, najpoznatiji Lin Majkls i Poručnik Martin Soup. Lin Majkls je policajac koji bio zajedno sa Keslom kako bi uhvatili serijskog silovatelja. Kasnije je napustila službu kako bih i sama postala odmetnik. Martin Soup je tajno pomogao Panišeru dajući mu informacije o metama iz policijske datoteke.

## Druge verzije
Glavni članak: Druge verzije Panišera

## U drugim medijama
Glavni članak: Panišer u drugim medijama
Dalje informacije: Panišer na filmu i Panišer video igre
Lik Panišera se pojavlju u raznim tipovima medija. Od svog prvog pojavljivanja 1974, pojavljivao se na televiziji,filmovima i video igrama. Njegovo ime, znak i slika pojavljuje se u različitim produktima i robi.